# Pont des Mille-Îles
Le pont des Mille-Îles (en anglais : Thousand Islands Bridge) est un pont américano-canadien reliant l’Ontario et l'État de New York. Il est situé à trente minutes de Kingston et de Watertown. La route 137 et l'Interstate 81 sont de part et d'autre les artères empruntant ce pont. L’ouvrage s'étend sur une longueur totale de 13,6 km et est en fait constitué de cinq ponts distincts.

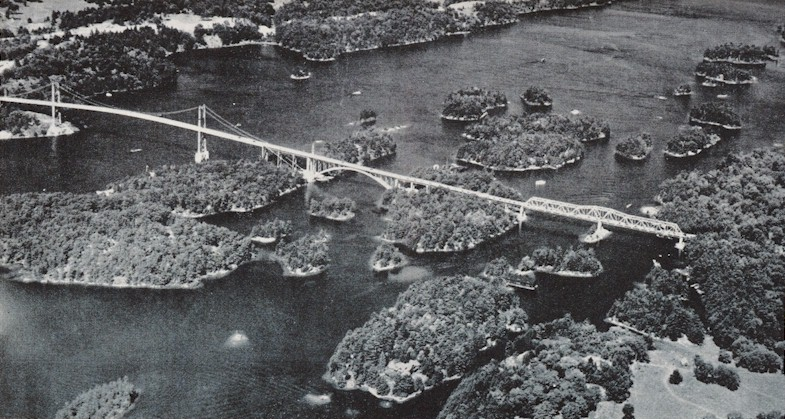
Le pont peu après son inauguration, en 1937.